# Amour Suprême
Albums de Youssoupha
Neptune Terminus
Amour Suprême est le neuvième album du rappeur Youssoupha, sorti le 24 janvier 2025 au sein des labels 99 Revolution et All Points. Le disque a été enregistré entre Abidjan, Dakar, Montréal et Bruxelles.

## Description
Amour Suprême est le neuvième album  de Youssoupha, sorti en 2025, marquant un tournant apaisé et spirituel dans la carrière du rappeur franco-congolais. Avant la sortie de l’album, l'artiste avait dévoilé pour ses fans un documentaire de 48 minutes, retraçant la création de l'album. Porté par des influences gospel, RnB, afrobeats et amapiano, l’album célèbre la famille, l’amour sous toutes ses formes — amour de soi, des autres et du divin — à travers une écriture plus introspective.
Loin des registres revendicatifs de ses débuts, Youssoupha livre ici un manifeste de paix intérieure et d’authenticité, où le message ne se limite pas aux paroles mais s’incarne aussi dans la manière de les transmettre. Amour Suprême se présente ainsi comme une ode à l’alignement personnel et à la force tranquille de l’amour, confirmant la maturité artistique d’un artiste en constante réinvention.
Dans un entretien qu'il livre au quotidien Ouest-France, Youssoupha déclare : « Dans ma carrière, j’ai souvent exprimé mes combats à travers mes albums. Mes morceaux parlaient de convergence des luttes, les pochettes étaient sombres. Je suis arrivé à une étape de ma vie où j’avais besoin d’élévation et de spiritualité ».

## Liste des titres
| Amour Suprême | Amour Suprême             | Amour Suprême | Amour Suprême | Amour Suprême | Amour Suprême | Amour Suprême | Amour Suprême | Amour Suprême | Amour Suprême |
| No            | Titre                     | Durée         |               |               |               |               |               |               |               |
| ------------- | ------------------------- | ------------- | ------------- | ------------- | ------------- | ------------- | ------------- | ------------- | ------------- |
| 1.            | Suprême                   | 2:20          |               |               |               |               |               |               |               |
| 2.            | Zequin theory             | 3:15          |               |               |               |               |               |               |               |
| 3.            | Nouveau karaté            | 2:40          |               |               |               |               |               |               |               |
| 4.            | Les Almadies (interlude)  | 1:31          |               |               |               |               |               |               |               |
| 5.            | Dieu est grande           | 2:56          |               |               |               |               |               |               |               |
| 6.            | Faire mieux               | 3:11          |               |               |               |               |               |               |               |
| 7.            | Gospel Molotov            | 2:10          |               |               |               |               |               |               |               |
| 8.            | Grand boubou des ancêtres | 3:12          |               |               |               |               |               |               |               |
| 9.            | Prose Combat              | 3:00          |               |               |               |               |               |               |               |
| 10.           | Amour Suprême             | 2:14          |               |               |               |               |               |               |               |
| 11.           | God Bless                 | 2:51          |               |               |               |               |               |               |               |
| 12.           | Gigi                      | 2:54          |               |               |               |               |               |               |               |
| 13.           | Prier sans crainte        | 3:25          |               |               |               |               |               |               |               |
| 35:48         |                           |               |               |               |               |               |               |               |               |

## Clips vidéos
- Zequin Théory : 26 novembre 2024[5]
- Dieu est grande : 23 janvier 2025[6]

## Réception critique
Dans sa critique parue dans Le Monde, Stéphanie Binet salue Amour Suprême comme l’un des albums les plus aboutis de Youssoupha, empreint de sérénité, de profondeur et d’un amour pluriel pour sa femme, sa fille, le rap et même la France. Porté par des influences gospel et symphoniques, l’album marque une mue artistique que le rappeur justifie par son cheminement personnel, son déménagement à Abidjan par amour, et son envie de « grande musique ». La journaliste souligne notamment la force du titre Dieu est grande, devenu viral, et dans lequel l’artiste revendique une écriture féministe et poétique : « Elle est reine parce qu’il y a un roi. C’est un réflexe de gars de penser comme ça. ».
Pour l’AFP, Emma Etchecaharreta remarque également la portée féministe et spirituelle du titre Dieu est Grande, dédié par Youssoupha à sa fille Imani. Elle met dans son article en lumière l’intention de l’artiste de bousculer les représentations genrées et les normes patriarcales, en donnant une forme féminine à Dieu pour valoriser l’intelligence et la dignité des femmes. Le rappeur confie : « Je voulais quelque chose qui se consacre à ma fille mais qui, d’une manière générale, casse une espèce de domination qu’on met de manière insidieuse dans la tête des femmes ».

## Classements et certifications

### Classements
| Classement (2024) | Meilleure position |
| ----------------- | ------------------ |
| France (SNEP)     | 11                 |